# Heinz Osterwind
Heinz Osterwind (* 28. Mai 1905 in Krefeld; † 31. Juli 1988 in Frankfurt am Main) war ein deutscher Bankmanager. Er war Vorstandsmitglied der Deutsche Bank AG (1957–1971).

## Leben
Heinz Osterwind absolvierte nach seinem Abitur 1924 eine Ausbildung in der Krefelder Filiale der Deutschen Bank und war anschließend für die Bank in Sofia und Paris tätig. Ab 1930 war er für Industrie- und Auslandsgeschäfte der Berliner Zentrale der Deutschen Bank tätig. 1935 heiratete er. 1937 erhielt er Prokura, 1939 wurde er Abteilungsdirektor. 1941 erhielt Osterwind eine Leitungsfunktion in der Kontinentale Öl AG, einer von der Deutschen Bank beherrschten Ölgesellschaft in Rumänien. Zudem war er Delegierter des Verwaltungsrats der Concordia Industrie Holding AG in Rumänien.
Nach Ende des Zweiten Weltkrieges und einer durchgeführten Entnazifizierung (Einstufung „unbelastet“) war er wieder für die Deutsche Bank tätig und leitete die Filiale Rheydt (1947–1951) und München (1951–1953). 1953 wurde er Vorstand der Süddeutsche Bank AG mit Sitz in München; nach Wiedereingliederung in die Deutsche Bank war er dessen Vorstandsmitglied ab 1957. Er war für das Auslandsgeschäft und die Gelddisposition der Gesamtbank verantwortlich, zudem betreute er die Filialbezirke Frankfurt, Freiburg und Mainz. Er war in 25 Aufsichtsräte ganz unterschiedlicher Gesellschaften engagiert, darunter AEG. Er war Aufsichtsratsvorsitzender der AKA Ausfuhrkredit-Gesellschaft, die er gründete. 1970 ging er in den Ruhestand und war bis 1978 stellvertretender Aufsichtsratsvorsitzender der Deutschen Bank.
Osterwind erstellte 1938 als Prokurist in der Berliner Filiale einen kritischen Bericht für die Deutsche Bank über die „Arisierung in Österreich“ und die Auswirkungen auf das Bankgeschäft.
1954 wurde er von Kardinal-Großmeister Nicola Kardinal Canali zum Ritter des Ritterordens vom Heiligen Grab zu Jerusalem ernannt und am 8. Dezember 1954 in der Kölner Ordensbasilika St. Andreas durch Lorenz Jaeger, Großprior der deutschen Statthalterei, investiert.

## Ehrungen
- Ritterschlag zum Ritter vom Heiligen Grab (1954)
- Ehrenplakette der Stadt Frankfurt am Main (1970)